# Der Spatz, das Mäuschen und der Pfannkuchen
Der Spatz, das Mäuschen und der Pfannkuchen ist ein russisches Volksmärchen. Es ähnelt der Geschichte Von dem Mäuschen, Vögelchen und der Bratwurst, die in den Kinder- und Hausmärchen der Brüder Grimm zu finden ist.

## Inhalt
Das Tiermärchen handelt von einem Spatzen, einem Mäuschen und einem Pfannkuchen, die sich gefunden haben, nachdem das Mäuschen der Katze entkommen ist, der Pfannkuchen sich aus der Pfanne davon gemacht hat und der Spatz vom Feld herangeflogen kam. Sie leben lange Zeit in einem Haus am Waldrand friedlich zusammen. Jeder von ihnen übernimmt täglich bestimmte, aber immer die gleichen Arbeiten in ihrem gemeinsamen Haushalt. Das Mäuschen besorgt Holz und zerkleinert es, um Feuer machen zu können. Das vom Spatzen herangeschaffte Essbare darauf zu kochen übernimmt der Pfannkuchen.
Eines Tages fällt dem Spatzen auf, dass er den ganzen Tag unterwegs ist, um Nahrung zu besorgen, während seine Hausgenossen offensichtlich nur kurze Zeit am Tag mit ihren Aufgaben beschäftigt sind, und in der restlichen Zeit faul am Ofen liegen oder sich um sich selber kümmern. Er beschließt, die Aufgaben zu tauschen. Nachdem Mäuschen und Pfannkuchen sahen, dass der Spatz nicht umzustimmen wäre, stimmen sie zu.
Am nächsten Tag ging der Pfannkuchen in den Wald, um zu jagen und Samen und Pilze zu sammeln, der Spatz wollte Holz holen und es zerkleinern und das Mäuschen versuchte sich mit Kochen. Als der Pfannkuchen nach Hause kam, fehlte ihm ein Stückchen seiner fetten Seite. Er war Reineke Fuchs in die Quere gekommen und dieser wollte ihn verspeisen. Nur knapp und unter Zurücklassen eines beträchtlichen Teils von sich ist er ihm entkommen. Das Mäuschen verbrühte sich beim Suppekochen, verlor dabei seine Haare und der Spatz pickte so lange auf das Holz ein, um es zu zerkleinern, bis er sich den Schnabel verbog.
Am Ende des Tages waren alle sehr zerknirscht und weinten. Der Spatz schämte und verkroch sich. Nachdem sie zu ihren ursprünglichen Aufgaben zurückgekehrt sind, lebten sie friedlich weiter.